# Dreifaltigkeitskirche (Amajlije)
Die Dreifaltigkeitskirche (serbisch: Црква Свете Тројице, Crkva Svete Trojice) im zur Opština Bijeljina gehörenden Dorf Amajlije ist eine serbisch-orthodoxe Kirche im nordöstlichen Bosnien und Herzegowina.
Das von 1997 bis 2002 erbaute Gotteshaus ist der Heiligen Dreifaltigkeit geweiht. Sie ist die Pfarrkirche und das einzige Kirchengebäude der Pfarrei Amajlije im Dekanat Bijeljina der Eparchie Zvornik-Tuzla der Serbisch-Orthodoxen Kirche.

## Lage
Die Dreifaltigkeitskirche steht im Dorfzentrum von Amajlije, das um die 1100 Einwohner zählt. Amajlije liegt in der Ebene der Semberija, etwa fünf Kilometer südöstlich der Gemeindehauptstadt Bijeljina, nicht weit von der Grenze Bosniens und Herzegowinas zum östlichen Nachbarland Serbien entfernt.
Umgeben wird die Kirche vom eingezäunten Kirchhof, in dem sich das Pfarrhaus befindet. Das Pfarrhaus mit großem Saal wurde 2005 erbaut und ist ein Werk des bosniakischen Architekten Mirsad Izić aus Bijeljina. Im Kirchhof steht ein Denkmal für die Opfer des Bosnienkriegs (1992–1995) aus dem Dorf.
Auch eine kleine Kapelle befindet sich im Kirchhof. Die Kapelle wurde 2002 erbaut. Ktitor (Stifter) der Kapelle ist die Familie Dimić aus Bijeljina.
Auch befindet sich im Dorf ein serbisch-orthodoxer Friedhof. Die Slava des Dorfes ist der dritte Feiertag von Pfingsten.

## Geschichte
Die Pfarrei von Amajlije wurde 2005 gegründet, die Kirch- bzw. Pfarreibücher werden ebenfalls seit 2005 geführt. Zu der Pfarrei Amajlije gehören die zwei Dörfer Amajlije und Novo Selo.
Mit dem Bau der Dreifaltigkeitskirche wurde 1997 begonnen. Die Kirche ist nach dem Entwurf des Architekten Ljubiša Škorić erbaut worden. Die Bauarbeiten übernahm die aus Bijeljina stammende Firma OJDP Rad. Die Fundamente der Kirche wurden am 3. Mai 1998 vom damaligen Bischof der Eparchie Zvornik-Tuzla, Vasilije, geweiht.
Die Bauarbeiten am Kirchenbau wurden im Jahre 2002 beendet. Am 15. Juni 2002 wurde die Kirche nach fünfjähriger Bauzeit von Bischof Vasilije feierlich eingeweiht.
Die Dreifaltigkeitskirche wurde seit November 2014 von Branislav Šavija aus Bijeljina mit byzantinischen Fresken bemalt. Die Ikonostase wurde vom Diakon Tomislav Živanović, aus der serbischen Großstadt Kragujevac stammend, geschnitzt. Die Ikonen der Ikonostase malte Vojkan Mitrić aus der Region Janj bei Šipovo.

## Architektur
Die einschiffige Kirche wurde im serbisch-byzantinischen Stil erbaut, mit einer Altar-Apsis im Osten und einem Kirchturm mitsamt großem Eingangsportal im Westen. Die Kirche ist aus Kleinziegeln errichtet worden, auch das Dach ist mit Ziegeln gedeckt.
Die Fassade der Kirche ist schlicht in Weiß gehalten mit gelben Bemalungen am Kirchturm und den Seitenwänden. Der Eingang der Kirche befindet sich an der Westseite. Über dem Eingang befindet sich eine große Patronatsikone, die die Hl. Dreifaltigkeit darstellt.

## Priester der Pfarrei Amajlije
Erster Pfarrpriester der Pfarrei Amajlije war Dragan Ilić, derzeitiger (Stand Januar 2025) Pfarrpriester ist Zoran Radulović. 